# Лув, Франсуа
Луи-Франсуа Пикар Лув (фр. Louis-François Pickard Louw; 15 июня 1985, Кейптаун, ЮАР) — южноафриканский регбист, выступавший на позиции фланкера.

## Клубная карьера
Свою профессиональную карьеру Франсуа начал в 2006 году в клубе «Уэстерн Провинс», выступающем в кубке Карри. Свой первый матч в этом турнире Лув провёл 8 сентября 2006 года против «Фри-Стейт Читаз», а уже 30 сентября во встрече с «Грикваз» он впервые появился в стартовом составе (этот матч завершился разгромной победой «провинции» 55-17).
В 2008 году Франсуа был также включён в состав «Стормерз» для участия в Супер 14. В этом соревновании его дебют состоялся 16 февраля 2008 года в матче против «Буллз». В сезоне 2010 года вместе с командой ему удалось дойти до финала плей-офф, в котором уступили другому южноафриканскому клубу «Буллз» 25-17.
12 июля 2011 года Лув перешёл в английский клуб «Бат», заключив с ним трёхлетнее соглашение. В сезоне 2014/15 Франсуа дошёл до финала турнира, и вновь его команда уступила в нём (соперником была команда «Сараценз»).

## Карьера в сборной
Свой первый матч за «Спрингбокс» Франсуа провёл 5 июня 2010 года в тестовой встрече против команды Уэльса, появившись в стартовом составе. 30 августа 2011 года попал в заявку для участия в чемпионате мира, на котором появился на поле в матчах против Австралии и Намибии.
28 августа 2015 года Лув вновь был включён в состав сборной для участия в чемпионате мира 2015 года. На этом турнире он уже провёл все 7 матчей и завоевал вместе с командой бронзовые медали, победив в матче за третье место команду Аргентины.
В 2019 году в составе сборной ЮАР завоевал титул чемпиона мира в Японии.